# Steven Wright
Steven Alexander Wright (Cambridge, 6 dicembre 1955) è un comico e attore statunitense.
È noto per i suoi monologhi costruiti su brevi battute dal taglio surreale, narrativamente quasi sempre slegate l'una dall'altra e recitate con tono inespressivo, è considerato tra i maggiori comici anglofoni di sempre.

## Biografia
Nato a Cambridge, Massachusetts, da Dolly ed Alexander Wright che lo crebbero nella vicina Burlington. Laureatosi nel 1978 all'Emerson College di Boston, iniziò ad esibirsi come stand-up comedian nel 1979 nei club della città.
Nel 1982 appare per la prima volta al The Tonight Show impressionando tanto positivamente il conduttore Johnny Carson da convincerlo ad ospitare di nuovo Wright nello show a meno di una settimana di distanza.
Dopo la consacrazione al Tonight Show, inizia ad esibirsi in giro per l'America con il suo spettacolo. Nel 1985 pubblica un album dal titolo I Have a Pony grazie al quale riceve una nomination ai Grammy Award nella categoria Miglior Album Comico.
Nel 1988 scrive e recita nel cortometraggio The Appointments of Dennis Jennings diretto dall'amico e regista Dean Parisot, lavoro che valse ai due il Premio Oscar al miglior cortometraggio. Durante il rituale discorso di ringraziamenti al ritiro del premio si limitò a guardare verso lo scrittore Mike Armstrong (coautore della sceneggiatura) e dire "Immagino sia stata una buona idea tagliare quei venti minuti in più. Grazie".
Nel 2007 pubblica un DVD, When the Leaves Blow Away e nuovo CD, I Still Have a Pony, che gli vale la seconda nomination ai Grammy.
Nel corso degli anni ha recitato in diversi camei e ruoli minori di film di successo come Assassini nati - Natural Born Killers e Le iene.

## Filmografia parziale
- Cercasi Susan disperatamente (Desperately Seeking Susan), regia di Susan Seidelman (1985)
- Coffee and Cigarettes, regia di Jim Jarmusch - cortometraggio (1986)
- The Appointments of Dennis Jennings, regia di Dean Parisot - cortometraggio (1988)
- Un gentleman a New York (Stars and Bars), regia di Pat O'Connor (1988)
- Le iene (Reservoir Dogs), regia di Quentin Tarantino (1992)- voce
- Innamorati pazzi (Mad About You) – serie TV, 5 episodi (1993)
- Mia moglie è una pazza assassina? (So I Married an Axe Murderer), regia di Thomas Schlamme (1993)
- Assassini nati - Natural Born Killers (Natural Born Killers), regia di Oliver Stone (1994)
- Ciao Julia, sono Kevin (Speechless), regia di Ron Underwood (1994)
- L'incantesimo del lago (The Swan Princess), regia di Richard Rich (1994) - voce
- Agenzia salvagente (Mixed Nuts), regia di Nora Ephron (1994)
- Operazione Canadian Bacon (Canadian Bacon), regia di Michael Moore (1995)
- Half Baked, regia di Tamra Davis (1998)
- Babe va in città (Babe: Pig in the City), regia di George Miller (1998) - voce
- One Soldier, regia di Steven Wright - cortometraggio (1999)
- La dea del successo (The Muse), regia di Albert Brooks (1999)
- Becker - serie TV, episodio 1x14 (1999)
- American School (Loser), regia di Amy Heckerling (2000)
- Coffee and Cigarettes, regia di Jim Jarmusch (2003)
- When Stand Up Stood Out, regia di Fran Solomita - documentario (2003)
- The Aristocrats, regia di Paul Provenza - documentario (2005)
- The Mask 2 (Son of the Mask), regia di Lawrence Guterman (2005)
- Horace and Pete – webserie (2016-in corso)
- Emoji - Accendi le emozioni (The Emoji Movie), regia di Tony Leondis (2017) - voce

## Discografia
- I Have a Pony, Warner Bros. Records CD (1985)
- A Steven Wright Special, HBO DVD (1985)
- The Appointments of Dennis Jennings, DVD (1989)
- One Soldier, DVD (1999)
- When the Leaves Blow Away, DVD (2006)
- I Still Have a Pony, Comedy Central Records CD (2007)

## Doppiatori italiani
Nelle versioni in italiano delle opere in cui ha recitato, Steven Wright è stato doppiato da:
- Massimo Lodolo in Coffee and Cigarettes (1986 e 2003)
- Mino Caprio in Cercasi Susan disperatamente
- Franco Zucca in Innamorati pazzi (ep. 1x17 e 1x22)
- Vladimiro Conti in Innamorati pazzi (ep. 2x01, 2x05, 2x11)
- Massimiliano Virgilii in Mia moglie è una pazza assassina?
- Massimo Gentile in Assassini nati - Natural Born Killers
- Luca Dal Fabbro in Ciao Julia, sono Kevin
- Saverio Indrio in La dea del successo
- Oreste Rizzini in The Mask 2

Da doppiatore è sostituito da:
- Carlo Valli in Le iene
- Alessandro Rossi in L'incantesimo del lago
- Edoardo Siravo in Emoji - Accendi le emozioni
- Alessandro Ballico in Aqua Teen Hunger Force
- Christian Iansante in Babe va in città